# Super Tanker (téléfilm)
Super Tanker est un téléfilm américain réalisé par Jeffery Scott Lando et diffusé le 29 janvier 2011 sur Syfy.

## Fiche technique
- Titre original : Super Tanker
- Réalisation : Jeffery Scott Lando
- Scénario : Jeffery Scott Lando et Nathan Atkins
- Photographie : Ross W. Clarkson
- Musique : Stephen Edwards
- Durée : 83 minutes
- Pays :  États-Unis

## Distribution
- Ben Cross : Robert Jordan
- Callum Blue (VF : Vincent Ropion) : Adam Murphy
- Jon Mack : Morgan
- Jacky Woo : Jackie
- David Schofield (VF : Philippe Ariotti) : l'amiral
- Velizar Binev (VF : Marc Bretonnière) : le capitaine Spyrou
- Jesse Steele : Randall
- Jeffery Scott Lando : Capitaine
- Neil Starzynski : le barman
- Vlado Mihailov : Dalton
- Atanas Srebrev (de) : le colonel Hanley